# Grupo Milongas
O Grupo Milongas  nasceu a partir da união de alunos dos cursos de Interpretação e Direção Teatral da escola de Artes Cênicas da UNIRIO (Universidade Federal do Estado do Rio de Janeiro), que tinham a intenção da realizar uma pesquisa na área de Cultura Popular. O Milongas, no entanto, não se limitou ao universo das tradições, pois o objetivo sempre foi a investigação cênica, em seus diversos âmbitos. Os resultados obtidos até então permitiram consolidar o Grupo, que através da convivência e troca de experiências, vem dando continuidade a um permanente processo de trabalho, enriquecido por estudos teóricos, experimentações, laboratórios e oficinas.
O primeiro espetáculo foi o infanto-juvenil Era uma vez, e não era uma vez... fruto das experiências e contato com a cultura popular brasileira. Reúne em uma cena dinâmica e lúdica, danças como Maracatu, Frevo, Coco-de-roda, Cavalhada, além de outros elementos típicos das tradições populares, como lendas, emboladas e cancioneiros. Esse espetáculo, que estreou em Novembro de 2003, viajou por cidades do interior de São Paulo e Rio de Janeiro, além de se apresentar na própria capital carioca. Posteriormente o grupo encenou O Malfeitor, ainda dentro do universo popular, entretanto investigando dessa vez as sutilezas do homem do povo. Também esse espetáculo viajou pelos interiores do sudeste. Mais adiante veio a Casa Verde, fruto de um processo de pesquisa teórico-prática que durou cerca de dez meses. Com excelente resultado esse espetáculo realizou temporada no Rio de Janeiro, participou de diversos festivais em um dos quais ganhou prêmio de melhor espetáculo. O mais recente trabalho do grupo é o La Careta Que Cae, com texto de Federico Garcia Lorca. A peça tem um tom farsesco e leva à cena um casamento entre as culturas brasileira e espanhola. Espetáculo de grande aceitação de público, também participou de inúmeros festivais recebendo 20 prêmios e 27 indicações em todas as categorias.
O grupo é também o atual administrador do Teatro Ziembinski.

## Integrantes
Adriano Pellegrini, 
Breno Sanches, 
Camile dos Anjos, 
Hugo Souza, 
Marcéli Torquato, 
Matheus Calado, 
Roberto Rodrigues.

### Equipe Técnica
Arlete Rua, 
Mirian Leobino, 
Paulo Cristo.